# Deltocephalus chhota
Deltocephalus chhota är en insektsart som beskrevs av Singh-pruthi 1930. Deltocephalus chhota ingår i släktet Deltocephalus och familjen dvärgstritar. Inga underarter finns listade i Catalogue of Life.